# Jan Kubiš

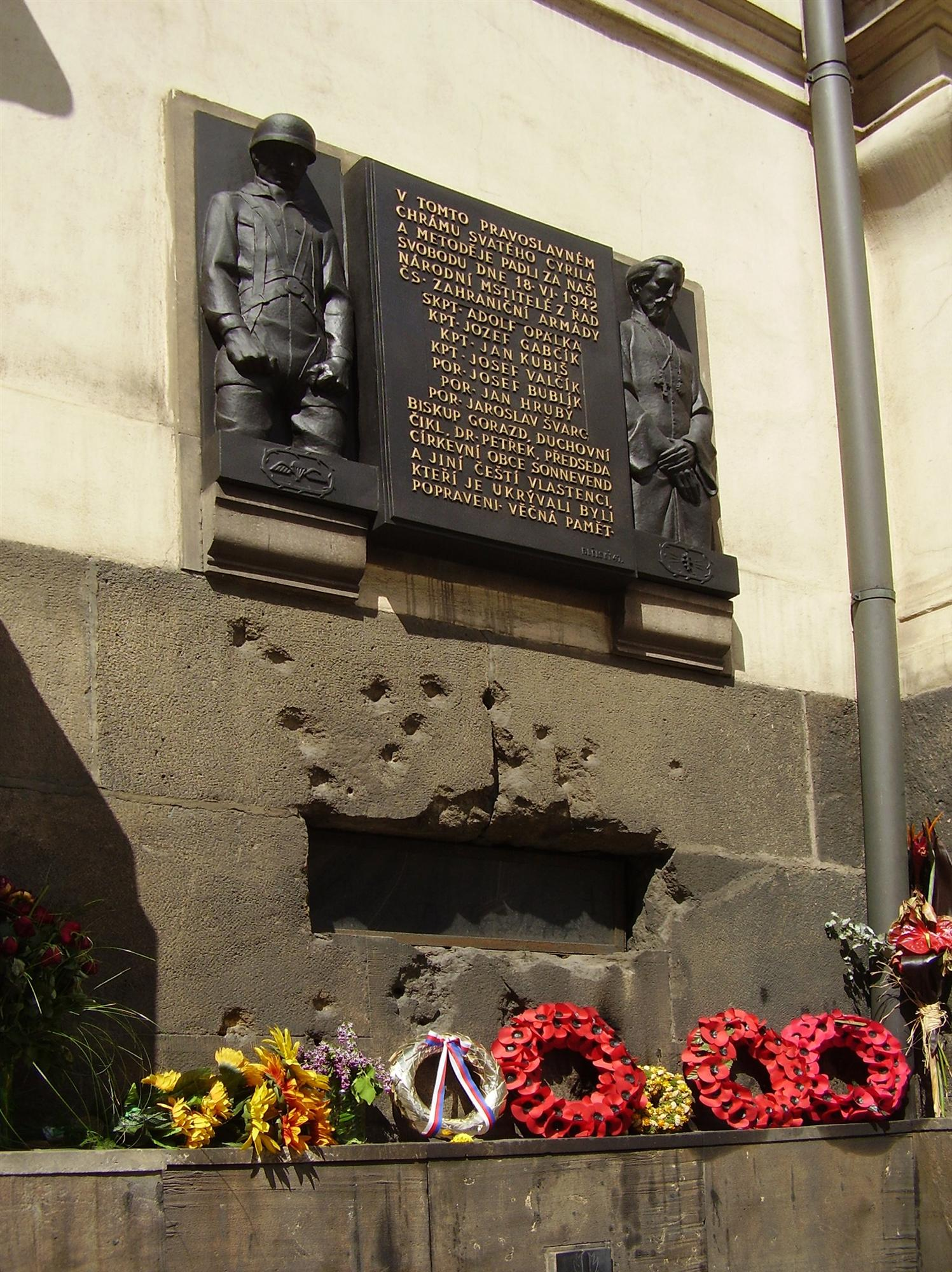
A merénylők emlékműve a prágai Szt. Cirill és Metód ortodox katedrális falán

Jan Kubiš (Dolní Vilémovice, 1913. június 24. – Prága, 1942. június 18.) cseh katona, egyike az Anthropoid hadművelet végrehajtóinak, akik merényletet követtek el Reinhard Heydrich ellen 1942-ben.
A műveletet Jozef Gabčíkkal együtt hajtotta végre. A merényletet május 27-én, Prágában, Holešovice közelében követték el, mikor az SS második embere és a Cseh–Morva Protektorátus vezetője, Reinhard Heydrich úton volt Prágába. A merénylet egyedülálló akció volt a második világháborúban.

## Élete
Jan Kubiš 1913. június 24-én született a morvaországbeli Dolní Vilémoviceben, az akkori Osztrák–Magyar Monarchia határain belül. A terület ma Csehországhoz tartozik. Fiatalként cserkész volt.
Katonai karrierjét 1939. szeptember 1-én kezdte a Csehszlovák Hadseregben a jihlavai 31. gyalogezrednél. Tizedessé előléptetése után Znojmoban szolgált, majd áthelyezték Opavaba, a 34. gyalogezredhez. Később leszerelt.
A második világháború előestéjén elmenekült Csehszlovákiából és csatlakozott egy épp alakuló harci egységhez Krakkóban. Nemsokára Algériába helyezték át és csatlakozott a Francia Idegenlégióhoz. A háború korai szakaszában Franciaországban harcolt, ekkor kapta meg a croix de guerre-t (hadikeresztet).
A francia harcok német győzelme után egy hónappal Nagy-Britanniába menekült, ahol ejtőernyős kiképzést kapott. Ekkor került bele az Anthropoid hadműveletbe legjobb barátjával, Jozef Gabčíkkal.
1941-ben dobták őket Csehszlovákiába, ahol Reinhard Heydrich meggyilkolása után, a merénylők elleni német rajtaütésben Kubiš életét vesztette. Földi maradványait titokban temették el egy prágai tömegsírba. Családtagjait és rokonait a nácik a mauthauseni koncentrációs táborban megölték. Kubišt 1990-ben hantolták ki és egy emlékhelyet alakítottak ki a temetőben jelképes sírokkal.
2009-ben emlékművet emeltek a Heidrich elleni merénylet színhelyén.

## Emlékezete
- Több szobrot állítottak emlékére

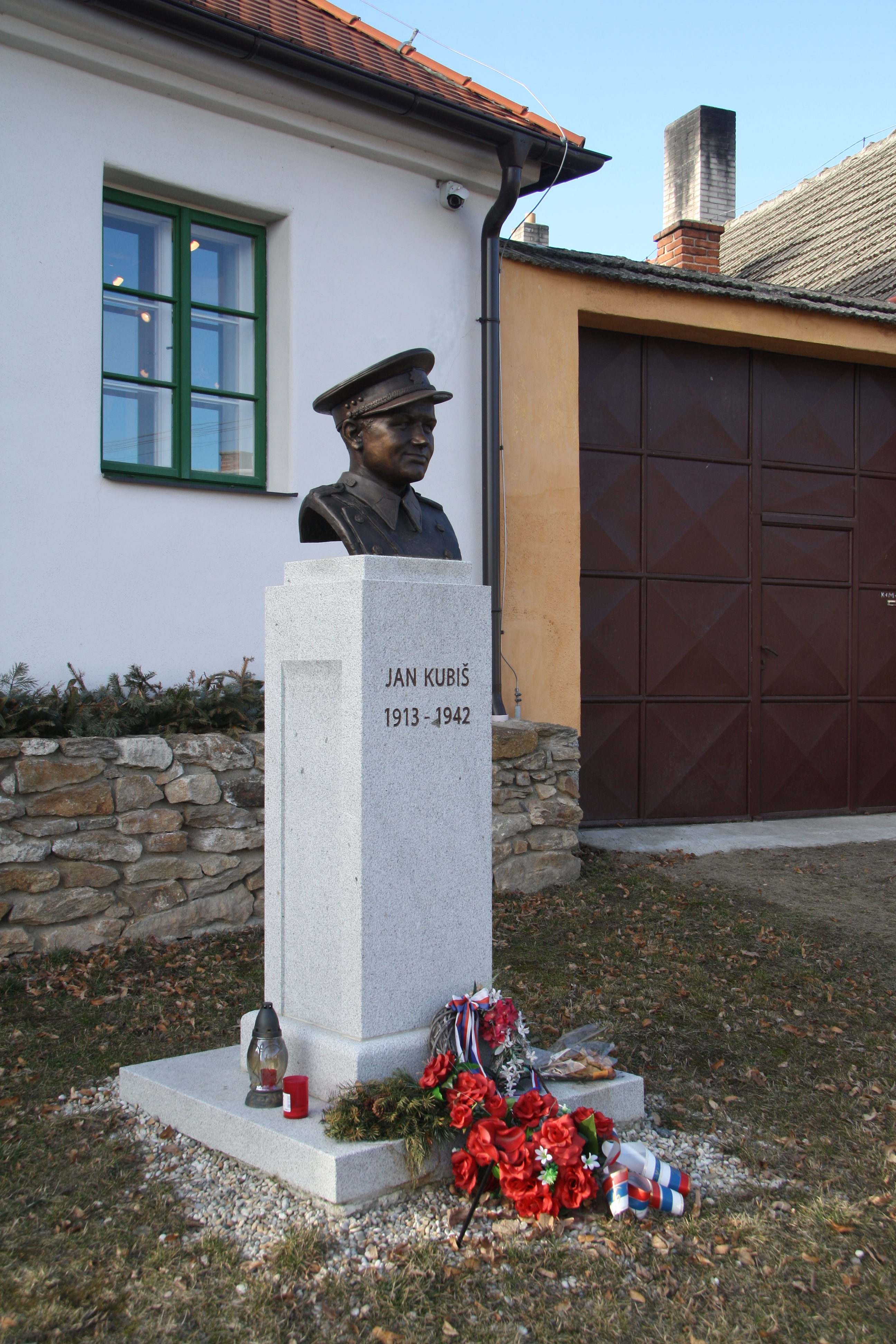
Szobra szülőháza előtt

- Szülőházában múzeum működik, előtte pedig felállították bronz mellszobrát

## Kapcsolódó lapok
- Jozef Gabčík
- Anthropoid hadművelet

## Fordítás
- Ez a szócikk részben vagy egészben  a   Jan Kubiš című angol Wikipédia-szócikk fordításán alapul.  Az eredeti cikk szerkesztőit annak laptörténete sorolja fel. Ez a jelzés csupán a megfogalmazás eredetét és a szerzői jogokat jelzi, nem szolgál a cikkben szereplő információk forrásmegjelöléseként.